# 芒德瓦利 (堪薩斯州)
芒德瓦利（英語：Mound Valley）是一個位於美國堪薩斯州拉貝特縣的城市。

## 地方資料
根據2020年美國人口普查的數據，芒德瓦利的面積為1.66平方千米，當中陸地面積為1.66平方千米，而水域面積為0.00平方千米。當地共有人口348人，而人口密度為每平方千米209.64人。